# Tanganikallabes
Tanganikallabes — рід риб родини Кларієві ряду сомоподібних. Має 3 види.

## Опис
Загальна довжина представників цього роду коливається від 15,5 до 32,5 см. Голова велика, сплощена зверху. Рот великий, сошникові зуби у передньому рядку товсті. Очі великі. Є 3 пари товстих вусів. Тулуб масивний, широкий, але звужується до хвостової частини. Бічна лінія пряма, тягнеться уздовж усього тіла. Спинний плавець довгий, з 70—85 м'якими променями. Анальний плавець доволі довгий, але поступається спинному, має 50—65 м'яких променів. Хвостовий плавець короткий.
Забарвлення коричневе або чорне з різними відтінками.

## Спосіб життя
Надають перевагу прісним водоймам. Є демерсальними рибами. Зустрічаються на скелястих ділянках. Активні переважно вночі. Вдень ховаються біля дна. Живляться комахами та їхніми личинками.

## Розповсюдження
Мешкають в озері Танганьїка. Звідси походить наукова назва цих сомів.

## Види
- Tanganikallabes alboperca
- Tanganikallabes mortiauxi
- Tanganikallabes stewarti